# Impatiens purpureifolia
Impatiens purpureifolia är en balsaminväxtart som beskrevs av S.H.Huang och Y.M.Shui. Impatiens purpureifolia ingår i släktet balsaminer, och familjen balsaminväxter. Inga underarter finns listade i Catalogue of Life.